# José Ramón Irusquieta
José Ramón Irusquieta García (Bilbao, 7 de septiembre de 1939 - 7 de marzo de 2023) fue un futbolista español que se desempeñaba como defensa.

## Trayectoria
Se inició en el fútbol en el juvenil del Indauchu durante la temporada 1960-61.
Tras cuatro años y medio en este club, el 25 de enero de 1965 fichó por el Real Zaragoza para suplir a Joaquín Cortizo Rosendo, quien fuera suspendido por un total de veinticuatro partidos de por una agresión sobre Enrique Collar, delantero del Atlético de Madrid que acabó con la pierna rota. A partir de allí se afianzó en la defensa, formando una gran línea con Paco Santamaría, José Luis Violeta y Severino Reija.
Jugó en el Real Zaragoza desde 1965 a 1972 y disputó un total de 179 partidos oficiales, ganando la Copa del Generalísimo frente al Atlético de Bilbao por 2 a 0.
Finalmente en 1972 firmó por el Club Deportivo Tudelano por la temporada 1972-73, concluyendo allí su carrera deportiva a los 33 años.

## Fallecimiento
José Ramón Irusquieta murió el 7 de marzo de 2023 en Bilbao, a los 83 años.

## Clubes
| Club                    | País   | Año       |
| ----------------------- | ------ | --------- |
| S. D. Indauchu          | España | 1960-1964 |
| Real Zaragoza           | España | 1965-1972 |
| Club Deportivo Tudelano | España | 1972-1973 |

## Palmarés
| Título                | Club          | Rival              | País   | Año  |
| --------------------- | ------------- | ------------------ | ------ | ---- |
| Copa del Generalísimo | Real Zaragoza | Atlético de Bilbao | España | 1966 |